# 花の78年組
花の78年組は、日本女子バスケットボール界において、1978年4月2日から1979年4月1日に生まれた選手を指す。
この学年の選手は、Wリーグにおける活躍が顕著であり、同機構にとっては選手豊漁の学年であったが、高卒、短大卒、大卒によって各選手が同機構に所属を始めた年は異なる。

## 主な選手
- 石川幸子
- 江口真紀
- 大久保悠子
- 小田さつき
- 川畑宏美
- 榊原紀子
- 佐藤ひとみ
- 林五十美
- 平手美樹
- 船引まゆみ
- 三木聖美
- 三谷藍
- 柳本聡子
- 矢野良子
- 山岡五月
- 山田久美子
- 渡邉温子。

このうち、江口、川畑、矢野はアテネオリンピック日本代表にも選出されている。